# Martín Cauteruccio
Martín Cauteruccio Rodríguez (ur. 14 kwietnia 1987 w Montevideo) – urugwajski piłkarz pochodzenia włoskiego występujący na pozycji napastnika, od 2024 roku zawodnik peruwiańskiego Sportingu Cristal.